# Pendolino

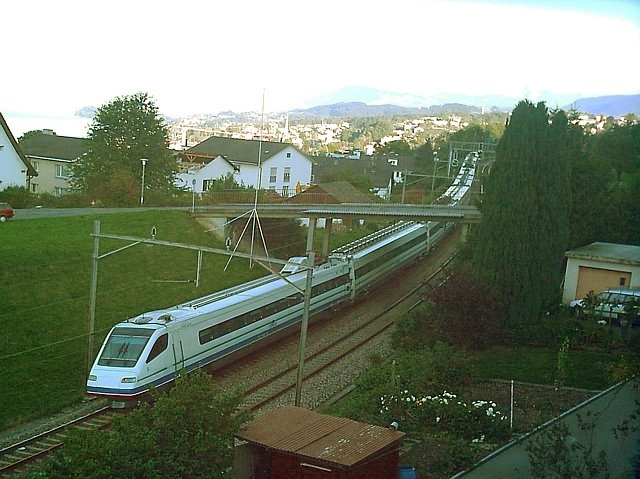
ETR 470 na linha Italo-Suíça Cisalpino

Pendolino (do italiano, diminutivo de pendolo, que significa "pêndulo") é a marca de uma série de comboios de alta velocidade com tecnologia pendular, desenvolvidos e fabricados pela Fiat Ferroviaria. São usados na Eslovénia, Finlândia, Itália, Polónia, Portugal, República Checa, Reino Unido e Suíça.
A ideia de um comboio que inclinava tornou-se popular nas décadas de 1960 e 70, quando vários operadores ferroviários, impressionados pelos comboios de alta velocidade introduzidos na França (TGV) e Japão (Shinkansen), quiseram ter uma velocidade similar sem ter de construir uma linha paralela dedicada (tal como estes países estavam a fazer). Ao inclinar, o combóio podia fazer as curvas desenhadas para os comboios mais convencionais e mais lentos a velocidades superiores e sem causar desconforto aos passageiros.

## Itália
Na Itália foram estudadas várias possibilidades para as linhas em exploração (incluindo um modelo com carruagens fixas e bancos pendulares). Vários protótipos foram construídos e testados e em 1975 um protótipo do Pendolino, o ETR 401, que foi posto em serviço, construído pela Fiat e usado pela Companhia Ferroviária Estatal Italiana. Em 1987 começou a ser usada uma nova frota de Pendolinos, os ETR 450), que incorporavam algumas tecnologias do infortunado projecto britânico APT. Em 1993 a nova geração, o ETR 460, entrou em serviço.